# Dicranomyia praepostera
Dicranomyia praepostera är en tvåvingeart som beskrevs av Alexander 1925. Dicranomyia praepostera ingår i släktet Dicranomyia och familjen småharkrankar. Inga underarter finns listade i Catalogue of Life.